# Чубанка
Чубанка (рум. Ciubanca) — село у повіті Клуж в Румунії. Входить до складу комуни Реча-Крістур.
Село розташоване на відстані 360 км на північний захід від Бухареста, 42 км на північ від Клуж-Напоки.

## Населення
За даними перепису населення 2002 року у селі проживали 135 осіб, усі — румуни. Усі жителі села рідною мовою назвали румунську.